# Uranium-235
Uranium-235 of 235U of {\displaystyle {\ce {^235_92U}}} is een radioactieve isotoop van uranium, een actinide. De relatieve abundantie op aarde van deze isotoop is laag en bedraagt 0,72%. Het overgrote deel van het natuurlijk voorkomend uranium op Aarde is uranium-238; daarnaast worden sporen aangetroffen van uranium-234.
Uranium-235 werd in 1935 ontdekt door de Canadees-Amerikaanse natuurkundige Arthur Jeffrey Dempster.

## Vorming
Uranium-235 kan ontstaan door radioactief verval van de instabiele isotopen protactinium-235, neptunium-235 en plutonium-239, die echter niet in de natuur voorkomen. 
{\displaystyle {\ce {{^{235}_{91}Pa}->{^{235}_{92}U}+{e^{-}}+{\bar {\nu }}_{e}}}}
{\displaystyle {\ce {{^{235}_{93}Np}->{^{235}_{92}U}+{e^{+}}+{\nu }_{e}}}}
{\displaystyle {\ce {{^{239}_{94}Pu}->{^{235}_{92}U}+\,_{2}^{4}\alpha }}}
Het uranium-235 dat op Aarde voorkomt is gevormd door nucleosynthese in supernova's.

## Kernsplijting
Anders dan in uranium-238 is in uranium-235 een nucleaire kettingreactie mogelijk, wat het geschikt maakt om te gebruiken in kernreactoren ter opwekking van kernenergie en in kernwapens. Isotopen met een oneven aantal kerndeeltjes (baryonen) zoals 235 zijn makkelijker splijtbaar dan isotopen met een even aantal baryonen zoals 238 of 234, doordat er paarvorming optreedt vanwege de spin. Uranium-235 bevat drie neutronen minder dan het stabielere uranium-238 en is daardoor meer splijtbaar: er zijn drie neutronen minder om met sterke kernkracht de 92 elkaar afstotende protonen bij elkaar te houden.
Het bereiken van een hoger gehalte uranium-235 wordt verrijken genoemd. Voor kernenergie is uranium met een gehalte van 3 à 5 procent 235U voldoende. Dit geldt voor toepassing in de meest voorkomende reactoren, lichtwaterreactoren zoals de drukwaterreactor of de ABWR. Er bestaan kernreactoren die met natuurlijk uranium kunnen werken. Deze maken meestal gebruik van zwaar water als moderator (zoals de CANDU-reactor en daarop gebaseerde typen). Voor kernwapens is een percentage 235U van minstens 20 nodig, maar is een percentage boven de 90 gewenst en gebruikelijk. Dergelijk hoog-verrijkt uranium wordt weapons grade uranium genoemd.
De splijting van 1 uranium-235-kern maakt 202,5 MeV of 3,244 × 10−11 J aan energie vrij, hetgeen overeenkomt met 83,14 × 1012 J/kg. Mogelijke splijtingsreacties die kunnen optreden zijn (waarbij {\displaystyle {\ce {^1_0n}}} staat voor een neutron):
{\displaystyle {\ce {^235_92U + ^1_0n -> ^92_36Kr + ^141_56Ba + 3^1_0n}}}
{\displaystyle {\ce {^235_92U + ^1_0n -> ^94_38Sr + ^140_54Xe + 2^1_0n}}}
{\displaystyle {\ce {^235_92U + ^1_0n -> ^90_36Kr + ^143_56Ba + 3^1_0n}}}
De werkzame doorsnede voor het splijten van een uranium-235-kern als gevolg van een thermisch neutron (met een kinetische energie van ongeveer 0,025 eV, dit is 4,0×10−21 J of 2,4 MJ/kg, dus een snelheid van 2,2 km/s oftewel 7920 km/u) is 585 barn, en als gevolg van een snel neutron (met een kinetische energie van ongeveer 1 MeV, dit is 1,6×10−13 J of 100 TJ/kg, dus een snelheid van 14 000 km/s oftewel 50.400.000 km/u) ongeveer 1 barn. In een kernreactor wordt daarom vaak een moderator gebruikt om de bij de splijtingen uitgestoten snelle neutronen af te remmen.
Zie ook prompte en nakomende neutronen.

## Radioactief verval
Uranium-235 bezit een halveringstijd van ongeveer 703,8 miljoen jaar. Het vervalt vrijwel geheel naar de radio-isotoop thorium-231, onder uitzending van alfastraling:
{\displaystyle {\ce {{^{235}_{92}U}->{^{231}_{90}Th}+\,_{2}^{4}\alpha }}}
De vervalenergie hiervan bedraagt bijna 5 MeV.
215U · 216U · 217U · 218U · 219U · 220U · 221U · 222U · 223U · 224U · 225U · 226U · 227U · 228U · 229U · 230U · 231U · 232U · 233U · 234U · 234mU · 235U · 235mU · 236U · 236m1U · 236m2U · 237U · 238U · 238mU · 239U · 239m1U · 239m2U · 240U · 241U · 242U · 243U